# メカヌス
メカヌス(Mechanus)、またの名を機械じかけの涅槃境メカヌス(The Clockwork Nirvana of Mechanus)（あるいはアドバンスト・ダンジョンズ&ドラゴンズ第1版では、単に涅槃境(Nirvana)）は、ダンジョンズ&ドラゴンズ ・ファンタジー・ロールプレイングゲームにおいて純粋な秩序の属性を持つ存在の次元界である。これはプレーンスケープ 、グレイホーク 、フォーゴトン・レルム の一部の版、などのキャンペーンセッティングで使用されたダンジョンズ&ドラゴンズ 標準宇宙観を構成する、属性を基にした17の外方次元界の内の1つである。
これは究極の法と秩序の次元界（中立あるいは混沌のクリーチャーは魅力、知力、判断力に基づく技能判定に-2のペナルティを受ける）であり、秩序にして中立の属性を持つ人々の魂が死後に赴くところである。メカヌスでは全ての活動は計画され、測定され、完璧に管理されており、厳密な予定に基づいて機能する。人造クリーチャーに似た、幾何学的な形状のモドロン、法の執行者イネヴァタブル、フォーミアンと呼ばれる組織化された巨大な蟻に似たクリーチャー達の本拠である。

## 構造
メカヌスは単一の無限大の次元界であり、階層は存在しない。隣の次元界である泰平なる諸王国アルカディア、地獄の戦場アケロンと境界を接しており、特定の場所においてメカヌスとこれらの次元界間の移動が可能である。
メカヌス全体に渡って、宙に浮いた無数の歯車がそれぞれあらゆる角度や方向を向いて組み合っている。歯車の多くは直径数百マイル以上にも及ぶ巨大なものであり、非常にゆっくりと回転するため、回転していることを体感することはできない。より小型の歯車はかなり高速で回転するが、その最外縁部以外では遠心力を体感することはできない。通常、小型の歯車は大型の歯車の側に一団となっており、これらは「結節」と呼ばれる。
各歯車は、内部に住まう「歯車精霊」によって厳重に守られている。引力は各々の歯車の表面に向かって発生するため、歯車間の移動は初心者を困惑させるような経験となる。

## 特徴

### レグルス
レグルスは人造クリーチャーのような外見（実際は来訪者）を持つモドロンの本拠である。彼らの厳密な階級制度は、ここに住まう上級神格のプリマスを頂点としている。レグルスには64の歯車が含まれるが、この数は決して増減しない。レグルスはそれぞれ16の歯車を含む4つの地域 に分割されており、各々は「セクンドゥス」によって統治される。地域は、それぞれ4つの歯車を含む4つの区 に分割されており、各々は「クアトロン」によって統治される。最後に、区はそれぞれ1つの歯車を持つ４つの地区 に分割されており、各々は「オクトン」によって統治される。

### 中央
フォーミアン領の中心部には直径3000マイル以上に及ぶ中央歯車が存在し、フォーミアン住人達の指導者である「正統女王母」が住まう。中央歯車は、メカヌスに存在する他のあらゆる歯車の動力源になっていると推測される。

### ノイマヌス
これはイネヴァタブルを生産する、不可解な自律操業工場である。間違いを正される必要のあるあらゆる非秩序の活動（破られた協定、等）を探し求める、「長老たちによる中枢」が管理、統括している。

### 神格の領地
メカヌスの次元界には以下の諸神格の領地が存在する。フォルタスの領地であるザ・パス・オブ・ロー 、ヘルムの領地であるエバーワッチ 、マイコニドの神格サイロフュルの領地であるマイセリア 。

## 創作起源
メカヌスは、元来仏教における涅槃―完全に秩序立った均衡―の概念にちなんで名付けられた。しかしながら、第1版のマニュアル・オブ・ザ・プレインズ で詳述されて以降、それは著しくその概念から変更された。そしてプレーンスケープ ・キャンペーンセッティングにおいて「メカヌス」に改名された。